# Доњи Скрад
Доњи Скрад је насељено мјесто у општини Бариловић, на Кордуну, у Карловачкој жупанији, Република Хрватска.

## Историја
Доњи Скрад се од распада Југославије до августа 1995. године налазио у Републици Српској Крајини. До територијалне реорганизације у Хрватској насеље се налазило у саставу бивше општине Дуга Реса.

## Становништво
Према попису становништва из 2011. године, насеље Доњи Скрад је имало 19 становника.
| Националност       | 1991. | 1981. | 1971. | 1961. |
| Срби               | 94    | 115   | 202   | 292   |
| Југословени        | 1     | 18    |       |       |
| Хрвати             |       |       | 1     | 2     |
| остали и непознато | 4     | 1     | 2     |       |
| Укупно             | 99    | 134   | 205   | 294   |

| Демографија | Демографија | Демографија |
| Година      | Становника  | Становника  |
| ----------- | ----------- | ----------- |
| 1961.       | 294         |             |
| 1971.       | 205         |             |
| 1981.       | 134         |             |
| 1991.       | 99          |             |
| 2001.       | 12          |             |
| 2011.       |             | 19          |